# 丕平獻土

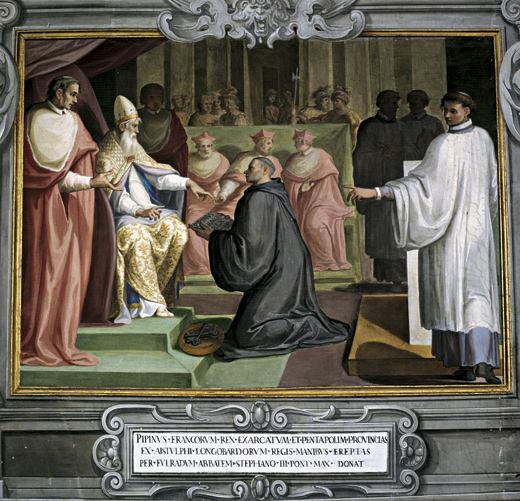
一副描繪富爾拉德院長將丕平國王簽署的書面契約獻予教宗斯德望二世。

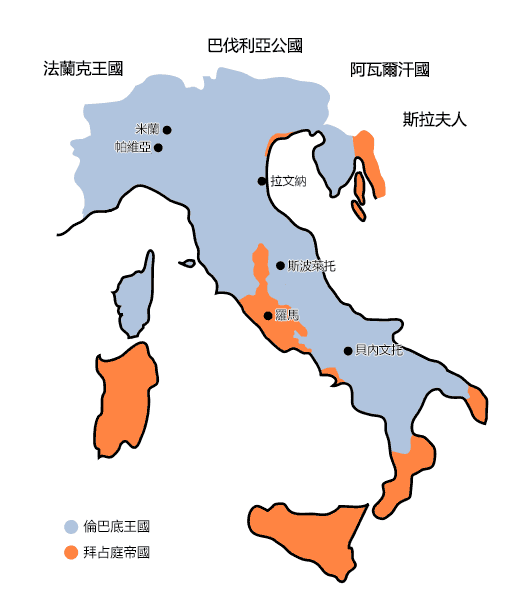
捐贈前倫巴底地區的形勢圖（約756年）。

丕平獻土（英語：Donation of Pepin）發生於公元756年。該事件為教宗國的建立提供了法律基礎，同時還將教宗的世俗權限擴展到罗马公国之外。

## 歷史背景
公元751年，倫巴底國王艾圖爾福征服了東羅馬帝國位於意大利北部的殘存勢力——拉文納總督區。752年，艾斯圖爾福要求羅馬人向其臣服，並人均繳納一枚金索幣。教宗斯德望二世與一名羅馬使節——庭令官約翰試圖通過談判和賄賂來促使艾斯圖爾福退兵。當這個計劃失敗後，斯德望二世派遣了一位使節前往法蘭克王國，意圖說服法蘭克國王矮子丕平向其提供支持和護送，以便他可以前往法蘭克王國為丕平加冕。當時，法蘭克與倫巴底之間關係比較融洽。
753年，庭令官約翰攜帶著帝國諭令返回了羅馬。隨後教宗斯德望二世與他計劃一同前往倫巴底的首都帕維亞，並希望見到了倫巴底國王艾斯圖爾福。教宗要求並得到了倫巴底王國給予的過境函。753年10月14日，隨著法蘭克王國使節的到來，教宗和他的帝國使節開始動身前往帕維亞；但羅馬大公卻沒有陪伴他們前往國境。在帕維亞，艾斯圖爾福拒絕了歸還其所佔領的土地，但他也沒有阻止教宗與法蘭克王國使節繼續前往丕平的王宮。不過這一次，約翰沒有再陪伴教宗。這是教宗第一次越過阿爾卑斯山。

## 事件過程

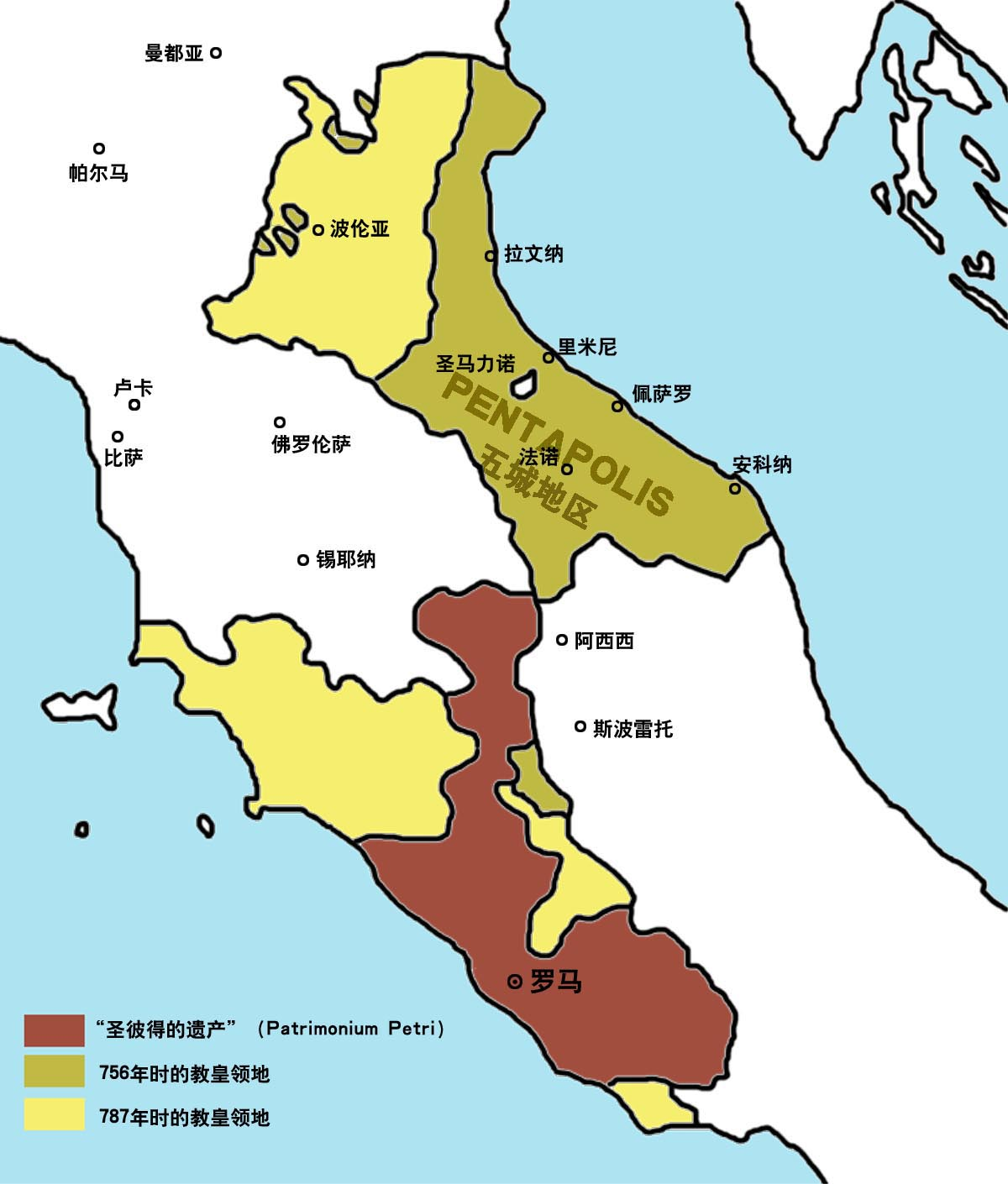
教皇国的早期领土扩张

教宗斯德望二世與法蘭克王國國王矮子丕平於公元753年在瓦茲河畔的基耶爾濟會面，並在蘇瓦松於聖札迦利的庇佑下為丕平加冕。最初，教宗見到的是丕平11歲的兒子查理曼，並在他的帶領下見到了在蓬蒂永的丕平。在基耶爾濟，法蘭克的貴族們終於同意與倫巴底進行一場戰爭。根據天主教會的傳統說法，彼時彼刻，丕平通過書面承諾向教宗保證，將會從倫巴底奪過的部分領土移交給教宗所有。不過這個說法並沒有任何原始資料被保存下來，只是在8世紀後期的某些文獻裡有提及。
754年7月28日，教宗斯德望二世前往巴黎並在聖但尼聖殿為丕平和他的兩個兒子——查理曼及卡洛曼施以聖油。這次盛大難忘的加冕儀式被法蘭克隨後的國王們歷次稱頌，直至該政權於1792年結束。丕平曾在751年於蘇瓦松受膏，但這次他還獲得了“羅馬的保護者（Patricius Romanorum）”這個頭銜。這也是有史以來，教宗首次為國王加冕。

### 腳註
1. 1 2  Peter Partner，第18–19頁.
2. 1 2  Walter Ullmann，第54–55頁.

### 文獻
- Thomas F. X. Noble. . University of Pennsylvania Press. 2010-08-03  [2020-05-26]. ISBN 9780812200911. （原始内容存档于2021-01-16）.
- Peter Partner. . University of California Press. 1972  [2020-05-26]. ISBN 9780520021815. （原始内容存档于2021-01-16）.
- Augustin Theiner. . Imprimerie du Vatican. 1861.
- Walter Ullmann. . Routledge. 2013-04-15  [2020-05-26]. ISBN 9781135026301. （原始内容存档于2021-01-16）.